# Willy Lind
Willy Lind, egentligen Vilhelm Mattias Lind, född 22 december 1904 i Othems församling, Gotland, död 18 oktober 1963 i Göteborg, var en folkrörelseman och pionjär inom svenska KFUM. Han startade i slutet av 1940-talet KFUM:s reseverksamhet och grundade därefter 1951 företaget Ansgar Resor i Göteborg. En senare VD i detta företag är sonen Staffan Lind (född 1940). Willy Lind är begravd på Kvibergs kyrkogård i Göteborg.

## Fotnoter
1. ↑  Sveriges Dödbok 1901–2009, DVD-ROM, Version 5.00, Sveriges Släktforskarförbund (2010).